# Џудо клуб Кинезис
Џудо клуб Кинезис је српски џудо клуб из Ниша.

## Историја
Џудо клуб Кинезис је настао 1990. године из спортске школице Кинезис која је почела да ради са децом предшколског узраста. Данас ради спортска школица, џудо школа за децу, група за рекреацију, ветерани као и већ опредељени спортисти и такмичари.

### Оснивачи клуба
- Милован Братић - редовни професор на Факултету спорта и физичког васпитања Универзитета у Нишу
- Изет Рађо - редовни професор на Факултету спорта и тјелесног одгоја Универзитета у Сарајеву
- Мирсад Нуркић - ванредни професор на Факултету спорта и физичког васпитања Универзитета у Нишу

## Резултати и такмичари
У свакој узрасној категорији освајане су државне медаље, стварани шампиони државе па су тако стизале и прве међународне медаље као и медаље са балканских, европских и светских купова.
По први пут у Ниш је донета сениорска златна медаља од Владимира Радојчића који је то поновио чак пет пута заредом у конкуренцији млађих сениора и јуниора.
Кинезис је у Ниш донео прву титулу сениорског првака државе.
2008. године освојене су чак 24 државне медаље.У 2009. и 2010. години освојене су медаље у свих 7 категорија у џудоу.
На Балканским првенствима освојено је 5 медаља
- Стеван Стаменковић-1 место,
- Сара Божић-1 место,
- Никола Лемић-3 место,
- Никола Милошевић-3 место
- Никола Зувић-3 место.

На Универзијади у Београду 2009. Никола Милошевић освојио је 5 место и био најбоње пласирани репрезентативац у конкуренцији од 67 земаља.
Две „велике“ светске медаље припале су Кинезису. 2013. универзитетску медаљу донео је Никола Милошевић освајањем трећег места у самбоу, дисциплини сличној џудоу. Исти резултат поновио је на Светским играма борилачких спортова у Санкт Петербургу.
На Европским играма младих у саставу репрезентације учествовали су:
- Матеја Цветковић,
- Иван Поповић,
- Урош Костадиновић
- Филип Нуркић.

У 2007. Кинезис је дошао до титуле првака центалне Србије а затим се 2008. кроз Прву лигу изборио за чланство у Суперлиги Србије. Као екипни учесник Плеј-оф џудо суперлиге Србије за 2011. Клуб осваја треће место а исти резултат потврђује и 2013. године.
Великим трудом и радом тренера Милована Братића, Мирсада Нуркића и оперативног тренера Мирослава Миљковића и свих такмичара Кинезис је постигао резултате вредне пажње.